# Диамагнетизм Ландау
Диамагнетизм Ландау — это вид диамагнетизма свободных электронов вещества во внешнем магнитном поле, обусловленный наличием у электронного газа собственного спинового магнитного момента (μS) и возникающими квазипериодическими движениями заряженных частиц под влиянием поля. Квантование движения по орбитам рождает магнитный вклад (χЛ.Д.), а парамагнитный вклад обуславливается спиновым моментом. Модуль магнитного вклада диамагнетизма Ландау оценивается как:
{\displaystyle \chi ={4m\mu ^{2} \over h^{2}}{\Bigl (}{\pi  \over 3}{\Bigr )}^{2/3}n^{1/3}}, где χ - магнитный вклад, m - масса электрона, μ - магнетон Бора, ħ - постоянная Планка, n - плотность электронного газа.
При низких температурах магнитная восприимчивость металлов (диа- и парамагнитная) испытывает осцилляционную зависимость от магнитного поля (эффект Де Хааза — ван Альфена)

## Физическая природа
Диамагнетизм Ландау — квантовый эффект, обусловленный квантованием орбитального движения заряженных частиц (электронов) в магнитном поле.
Магнитное поле искривляет траекторию движения электронов так, что проекция их движения на плоскость, перпендикулярную полю, приобретает вид замкнутых траекторий (орбит). Это движение электронов по орбите квантуется, и возникает добавочное магнитное поле, противоположное внешнему. 
Вычисление магнитной восприимчивости электронного газа сводится к нахождению термодинамической свободной энергии (энергии Гельмгольца) F(T, V, H), тогда 
{\displaystyle dF=-SdT-PdV-{\tilde {M}}dH,{\tilde {M}}\rightarrow MV,T\rightarrow \hbar \omega }, где последнее - расстояние между уровнями Ландау: {\displaystyle \epsilon =\hbar \omega (n+1)}

## Открытие
Лев Давидович Ландау теоретически предсказал этот вид диамагнетизма диамагнетизма в 1930 году в работе «Диамагнетизм металлов», со ссылками на труды Вольфганга Паули и Петра Леонидовича Капицы
Доказательство сводилось к переосмыслению Гамильтоновой функции свободного электрона:
{\displaystyle E={mv_{1}^{2} \over 2}+{mv_{2}^{2} \over 2}+{mv_{3}^{2} \over 2},v_{1}={1 \over m}{\Bigl (}p_{1}-{eH \over 2c}y{\Bigr )},v_{2}={1 \over m}{\Bigl (}p_{2}-{eH \over 2c}x{\Bigr )},v_{3}={1 \over m}p_{3}}
Замена изменения импульса электрона константой, из-за независимости движения относительно поля, сводит уравнение к функции Шрёдингера вида: {\displaystyle \psi (x,y,z)=f(x,y)e^{{i \over \hbar }pz}}
Дальнейший анализ позволил заметить формулу энергий уровней свободных электронов (позднее уровней Ландау) и вывести оценку магнитного вклада:
{\displaystyle \chi \sim {e^{3} \over {\hbar ^{2}c^{2}}}{\Bigl (}{V \over N}{\Bigr )}^{1/3}J} или {\displaystyle \chi \sim {e^{2} \over {\hbar ^{2}c^{3}}}{\Bigl (}{V \over N}{\Bigr )}^{1/3}k\theta }
Учёный установил, что в магнитном поле свободные электроны в металлах имеют квазидискретный спектр энергий, и благодаря этому возникает диамагнитная восприимчивость.
1. ↑  Ландау диамагнетизм. www.booksite.ru. Дата обращения: 12 августа 2025.
2. ↑  Де Хааза ван Альфена эффект. www.booksite.ru. Дата обращения: 12 августа 2025.
3. ↑  Вонсовский С. В. Магнетизм. Москва, 1971. Большая российская энциклопедия.
4. ↑  E.G. Batyev. Pauli paramagnetism and Landau diamagnetism // Uspekhi Fizicheskih Nauk. — 2009. — Т. 179, вып. 12. — С. 1333. — ISSN 0042-1294. — doi:10.3367/UFNr.0179.200912i.1333.
5. ↑  Ландау Л. Д. Собрание трудов. Т. 1. — 1969 / Просмотр издания // Электронная библиотека /// История Росатома. Электронная библиотека /// История Росатома. Дата обращения: 12 августа 2025.